# Triclistus
Triclistus is een geslacht van insecten uit de orde vliesvleugeligen (Hymenoptera) en de familie Ichneumonidae.

## Soorten
- T. adustus Townes & Townes, 1959
- T. aethiops (Gravenhorst, 1829)
- T. aitkeni (Cameron, 1897)
- T. alaris Benoit, 1954
- T. albicinctus Thomson, 1887
- T. alpinator Aubert, 1969
- T. anareolatus Benoit, 1965
- T. anthophilae Aeschlimann, 1983
- T. areolatus Thomson, 1887
- T. aruwimiensis Benoit, 1954
- T. bicolor Szepligeti, 1908
- T. brunnipes (Cresson, 1879)
- T. concitus Tolkanitz, 1994
- T. congener (Holmgren, 1858)
- T. congoensis Benoit, 1955
- T. consimilis Benoit, 1965
- T. crassus Townes & Townes, 1959
- T. chosis Townes & Townes, 1959
- T. dauricus Tolkanitz, 1992
- T. dimidiatus Morley, 1913
- T. emarginalus (Say, 1829)
- T. epermeniae Shaw & Aeschlimann, 1994
- T. evexus Townes & Townes, 1959
- T. facialis Thomson, 1887
- T. glabrosus Momoi & Kusigemati, 1970
- T. globulipes (Desvignes, 1856)
- T. hostis Seyrig, 1934
- T. inimicus Seyrig, 1934
- T. japonicus Kusigemati, 1971
- T. kamijoi Momoi & Kusigemati, 1970
- T. kivuensis Benoit, 1965
- T. kotenkoi Tolkanitz, 1992
- T. laevigatus (Ratzeburg, 1844)
- T. lativentris Thomson, 1887
- T. lewi Chiu, 1962
- T. longicalcar Thomson, 1887
- T. luteicornis Benoit, 1954
- T. mandibularis Kusigemati, 1985
- T. melanocephalus (Cameron, 1886)
- T. mellizas Gauld & Sithole, 2002
- T. meridiator Aubert, 1984
- T. meridionator Aubert, 1960
- T. mimerastriae Kusigemati, 1971
- T. minutus Carlson, 1966
- T. niger (Bridgman, 1883)
- T. nigrifemoralis Kusigemati, 1971
- T. nigripes Momoi & Kusigemati, 1970
- T. obsoletus Kusigemati, 1984
- T. occidentis Townes & Townes, 1959
- T. pailas Gauld & Sithole, 2002
- T. pallipes Holmgren, 1873
- T. parallelus Uchida, 1932
- T. parasitus Seyrig, 1934
- T. parvulus Kusigemati, 1980
- T. planus Momoi & Kusigemati, 1970
- T. podagricus (Gravenhorst, 1829)
- T. politifacies Kusigemati, 1987
- T. propinquus (Cresson, 1868)
- T. proximator Aubert, 1984
- T. pubiventris Thomson, 1887
- T. pygmaeus (Cresson, 1864)
- T. pyrellae Tolkanitz, 1983
- T. rebellis Seyrig, 1934
- T. rectus Townes & Townes, 1959
- T. rivwus Gauld & Sithole, 2002
- T. rubellus Kusigemati, 1971
- T. semistriatus Kusigemati, 1971
- T. slimellus Gauld & Sithole, 2002
- T. sonani Chiu, 1962
- T. spiracularis Thomson, 1887
- T. squalidus (Holmgren, 1858)
- T. tabetus Gauld & Sithole, 2002
- T. talitzkii Tolkanitz, 1983
- T. tauricus Tolkanitz, 2006
- T. traditor Seyrig, 1934
- T. transfuga Seyrig, 1934
- T. uchidai Kusigemati, 1971
- T. upembaensis Benoit, 1965
- T. vaxinus Gauld & Sithole, 2002
- T. ventrator Khalaim, 2008
- T. xodius Gauld & Sithole, 2002
- T. xylostellae Barron & Bisdee, 1984
- T. yponomeutae Aeschlimann, 1973